# Адвентизъм
Адвентизмът е религиозно християнско движение от протестантски тип гравитиращо в периферията на протестантизма. Възникнало е в САЩ в края на 18 и началото на 19 век от пионерите, сред които са били и Елън Уайт, Джеймс Спрингер Уайт, Уилям Милър, Джоузеф Бейтс и други.

## Общи сведения
Основните идеи, които изразява учението, са обобщени в няколко пункта: хората трябва да се очистват от греховете си чрез покаяние и кръщение, да се почита светостта на Божия закон изразен в Декалога (10-те заповеди), да се освещава седмия ден (събота) като символ на Божия авторитет, да се води скромен и здравословен начин на живот, и др. Наред с това учението е развило и някои частни доктрини за съществуването на небесно светилище, несъществуване на душите след смъртта, провеждането на изследователен съд от Христос в небето и др., отделящи го от общата идейност на протестантските вероизповедания.

## Етимология и значение на понятието

### Етимология
Терминът „адвентизъм“ в буквален превод от латински език означава „пристигане“. Той е чуждица, навлязла в българския език от латински и е съставен от латинските думи ad=към и venio=идвам (ad + venio = advenio) – т.е. „идвам към някого“. Оттук и производните имена adventus, advent = пристигане, идване.
Първоначално с понятието adventus  се обозначавало пристигането на императора пред портите на града. Тази традиция се превърнала в празник, наричан „Адвента“, в който ден ликуващи тълпи, размахващи палмови клонки, посрещали императора. Отбелязването на това събитие е било толкова важно, че е било разпространено и в нумизматиката, където по сеченето на монети и медальони се е изобразявал римският император, яздейки кон.

### Значение
В христологичен аспект с „adventus“ се обозначава влизането на Христос в Йерусалим (Ин.12:12 – 19). В есхатологичен план се използва в смисъла на очакваното второ идване на Иисуса Христа. В епохата на политически смутове, отпадане на религиозното съзнание, атеизъм и някои случили се тежки природни катаклизми в Европа и света неимоверно се засилил интересът на хората към идеята за края на света и второто идване на Христос.
Така в края на XVIII и началото на XIX век сл. Хр. в Европа някои лютерански и римокатолически учители се заели да изучават онези пророчества от Светото писание, говорещи за свършека на света и Второто идване на Христос. Те започнали да поставят силен акцент върху книгите „Даниил“ и „Откровение“. Обявили пред своите паства, че времето за „разчупване“ на вестта на тези книги се е изпълнило и пренебрегвайки думите на Христос, че „не е дадено на човеците да знаят времената и годините, които Отец е положил в своя власт“, се заели да пресмятат и изчисляват кога ще бъде Второто пришествие. Те напуснали своите религиозни общности, оформяйки ново религиозно движение, наречено от съвременниците им „адвентизъм“, а последователите им – „адвентисти“. Вестта за Второто Пришествие станала главна доктрина на движението, базирайки се върху Дан.8:14 за изчистването на небесното светилище в период на „2300 вечери и утрини“ като реални земни години, изхождайки от думите на Св.пр. Езекил, според който „един ден е равен на една земна година“. Още през IX и X век мнозина равини са приели това и учели, че 2300-те денонощия са предсказани исторически земни години.

## Исторически преглед
Корените на появата на адвентизма всъщност никак не са били нови, но те имат своето начало още от епохата на Средновековието. Въз основа на пророчествата за съществуването на небесно светилище от кн. на Св.пр. Даниил 8 гл. Идеята за „службата на Христос като Първосвещеник в небесно светилище след Възнесението си“ историята е запомнила имената на различни хора и религиозни общества, които още в стария свят далеч преди появата на адвентизма са достигнали до идеята за съществуване на „небесното светилище“ и всъщност с това не се е появило „нищо ново под слънцето“.

### Предшестване на идеите за очакването на Христос в стария свят
Идеята за определяне датата на Христовото Пришествие се е зародила още през IX век сл. Хр. Нахавенди, еврейски равин, живял в Персия и мнозина други равини от IX и X век от Персия, Палестина, Франция и Испания са учели, че 2300 денонощия означават 2300 реални години. През средновековието в Европа автори като Арнолд де Виланова и Пиер Жан д’Оливи (XIII век), Никола де Куза (XV век) и др. са достигали до определяне на дата за Христовото Пришествие. Августин Блажени също бил поддръжник на тази теория.
Според изчисления на Августин Блажени той достигнал до идеята, че в 1000-ната година ще дойде Христос. В тази година хората били обхванати от масова религиозна истерия и напразно се приготвили да посрещнат Христос като изпродали и дарили всичко свое. Спомени от това „приготовление“ са запазени в центъра на Базел, както и в много немски градове – Страсбург, Вормс, Шпайер, Трир, Майнц и др. Теолозите, на първо място Лакунца, Бенгел, Гаусен, Волф и др., достигат до идеята, че Христос ще дойде втори път в началото на 1000-ната година. Така се появили две теории за настъпване на Пришествието: преди 1000-ата години (премилеанизъм) и след 1000-ата години (постмилеанизъм).

### Ранна идеология на адвентизма
Проповедниците на Пришествието в Европа били стотици. Луис Уей, Джоузеф Фрей, К. Хотрей, Уилям Кънингхейм, Едуард Бикърстет, Хенрих Рихтер, Мартимър Съливан, Луи Госен, Уилям Пим, Джордж Кроли, Хенри Менинг, Александър Кит, Джеймс Бег, Джордж Стенли Фейбър, и много други в Шотландия, Ирландия, Франция, Германия, Холандия, Швейцария и главно в Англия издавали литература и изнасяли проповеди с призиви за пробуждане предвид скорошното Второ идване на Христос. Томас Маколи, историк, член на парламента, писал през 1844 г., че, вярващите в близкото пришествие на Христос били хора от „всички рангове, чинове, състояния и способности; даже от висшата аристокрация и членове на парламента“. Евреи и мюсюлмани също се опитвали да датират Пришествието. В системата на юдаизма възраждането на европейското еврейство чрез хасидизма включвало едно предсказание за идването на Месия около 5603 г. (1843/1844). Мюсюлманите също стигнали до подобно заключение. Bab („вратата“) щяла да се появи през 1260 г. от херигата (очакването), т.е. през 1843/1844 г.
За истински родоначалник на адвентизма обаче всички учени приемат американският фермер от Питсфийлд, Масачусетс – Уйлям Милър (15 февруари 1782 г.) бивш баптистки проповедник. След четене на стихове от книгите Числа и Йезекиил стигнал до извода, че винаги един пророчески ден е равен на една земна реална година. Опирайки се на Дан. 8:14 за „небесното светилище“ и 2300 вечери и утрини на очистването му „и протестантското разбиране, че очистването на светилището“ е символ на Второто Идване на Иисус Христос. Правейки историческа справка Милър достигнал до идеята, че началото на тези 2300 години е именно издаденият указ за съграждането на Йерусалим след вавилонския плен (457 г. пр. Хр.) и че това пророческо време се е изпълнило през настъпването на 1844 г. Очакваното не се случило и мнозина се разочаровали. Негов ревностен последовател Хайръм Едсън получил видение, че Милър не бил объркал датата а събитието. В 1844 г. Иисус Христос е влязъл като Първосвещеник в Светая Светих на небесното светилище, за да води изследователски съд преди да дойде втори път на земята да вземе избраните си 144 000.
Така началото на развитието на това вероизповедание е започнало от американския проповедник Уилям Милър (William Miller, 1782 – 1849).

### Среден период на адвентизма
Между 1844 и 1847 г. се оформили три адвентни групи:
1. Милъристи – групата около близките на Милър ученици Хайръм и Оливър защитавала идеята, че Христос е влязъл в небесното светилище, за да провежда изследователен съд, който да приготви хората за неговото идване.
2. Събатисти – втората група сформирана около Джоузеф Бейтс наблегнала на идеята, че Съботата и нейното спазване от всички християни, е задължително и като ден на Бога за поклонение и богослужение. Тя е Божия печат, с който ще бъдат подпечатани малцината останали верни на Бога.Откровение 7 глава.
3. Пророчестващи, образувана около американската писателка Елън Уайт, наблегнала на идеята, че Бог ще изпрати на вярващите специален дух на пророчество (Откр. 19 глава), чрез който ще ги доведе до спасение. Тя е била избрана от Бога да бъде този „дух на пророчество“.

Поради общото им схващане за съботния ден и Второто пришествие тези групи се обединили в обединително тяло и на Генералната конференция през 1863 г. в Батъл Крийк, щат Мичиган, възприели наименованието „Църква на Адвентистите от седмия ден“.
Основните вярвания, които ги обединили били 5.
1. Второто пришествие на Христос – което ще е видимо от целия свят и ще бъде преди 1000-годишното царство (описано в книгата Откровение на Йоан)
2. Истината за небесното светилище – Описана от апостол Павел в посланието към евреите и от други апостоли на Христос
3. Актуалността на 10-те заповеди – и по специално 4-тата заповед, която е била променена от Събота в Неделя през 4 век
4. Състоянието на мъртвите – открили че ученията на Библията не подкрепят учението, че душата е безсмъртна. Езекил глава 18 стихове 4 и 20 „Душата която греши тя ще умре“. А и библейската истина за възкресението се обезсмисля ако хората след смъртта си всъщност са живи!
5. Дара на пророческата дарба – подобно на старозаветните и новозаветните пророци оставили писанията си в Библията те приели че този дар не е прекъсвал и в съвремието им се е проявил в службата на Елън Уайт.

Разбира се тези вярвания се развили и с времето се оформили в днешните 28 основни вярвания на Адвентистите от Седмия Ден, като вече са представени и другите библейски истини като триединството на божеството в лицето на Отец, Сина и Светия Дух; Естеството на човека, опитността на спасението, църквата, кръщението, Християнско поведение, Брак и семейство, Новата земя и др. Всички основни учения на Библията са извлечени от нейния текст след старателно изучаване. Те са били преоткрити в периода на Реформацията и са изповядани и от други християнски общества,лютерани,баптисти,методисти,баптисти от седмия ден и други. Приноса на адвентистите е разбирането на службата на Христос в небесното светилище. Започването на съда в небето за праведните. Това ги прави и носители на последната предупредителна вест към света. Днес няма друга църква, която да проповядва тройната ангелска вест от Откровение 14 глава,освен църквата на адвентистите от седмия ден.

### Късен период
Елън Уайт (писателка и пророчица на Бога) е благочестива жена от Калифорния, надарена с пророческа дарба възприемаща се като вестителка на Бога. Тя завещава богат книжен фонд на социално-религиозна тематика. Една поредица от пет книги обаче заема централно място във вярванията на деноминацията – поредицата е наричана „Пенталогия“ и се ползва с висок авторитет; тя включва: „Патриарси и пророци“, „Пророци и Царе“, „Копнежът на вековете“, „Животът на Исуса“ и „Великата борба“. Те са наричани „по-малката светлина, която води към по-голямата – Библията“. А книгата и „Пътя към Христа“ е най-продаваната книга в света писана от жена писател.
Заедно с Хайръм Едсън, Джоузеф Бейтс и други представители от цял свят през 1863 г. била формирана деноминацията на адвентистите, която официално получила днешното си име – Църквата на адвентистите от седмия ден. Дарбата на Елън Уайт била призната като натоварена с Божествен авторитет. За адвентистите написаното от нея е изиграло основна роля във формирането и закрепването на църквата. Днес Църквата на Адвентистите от Седмия Ден приема като своя основна задача и мисия пророкувана в Библията, разпространяването на тройната ангелска вест така както е записана в книгата на Апостол Йоан наречена Откровение в глава 14 стихове от 6-и до 14-и.

### Адвентната църква днес
Днес адвентистката църква работи в 235 страни (признати от ООН) с 46 740 църкви и 22 млн. последователи, с публикации на 375 езика и общ брой училища 8515. От тях само в САЩ са около 800 000. В България адвентистите са 7300 в 100 селища. За първи път в България (Североизточна Добруджа) идеите на адвентизма са донесени от заселили се германски адвентисти, дошли от Кримския полуостров през 1891 година. Пет години по-късно в Русе е покръстен българският евреин Яков Гринберг, станал първият нашенски адвентист.
Адвентистите имат една от най-големите образователни системи в света. Те поддържат глобална информационна мрежа, която включва сателитни програми, телевизия, радио (включително в България), печат и Интернет. Техните университети се славят с модерна апаратура и разполагат с много средства. Адвентистката църква помага на нуждаещи се чрез своите агенции за развитие и помощ. В доста страни се подпомагат онеправдани, бедни и инвалиди. Организират се младежки лагери, проекти за обслужване на населението.